# Mafiaboy
MafiaBoy, właściwie Michael Calce (ur. 1984) – pseudonim kanadyjskiego przestępcy komputerowego.
Jako uczeń szkoły średniej z Montrealu w Kanadzie, w wieku 15 lat, w lutym 2000 r. wykonał serię ataków typu DoS na serwery m.in. Yahoo!, CNN, eBay i Amazon.com.
Został skazany w roku 2001 w wyniku operacji prowadzonej przez stróżów prawa USA i Kanady. Podejrzewany był też o atak na dostawcę usług internetowych, firmę Outlawnet, w mieście Sisters w stanie Oregon. Przyznał się do większości zarzucanych mu przestępstw, z wyjątkiem ataku na Outlawnet.
Adwokat MafiaBoya, Yan Romanowski, udowadniał przed sądem, że programy, jakimi posłużył się młody włamywacz, są dostępne w każdej chwili w internecie i ataki typu DDoS nie wymagają nadzwyczajnych umiejętności informatycznych. MafiaBoy posłużył się programem o nazwie Tribe Flood Network, napisanym przez niemieckiego hakera z Hanoweru o pseudonimie Mixter. Linią obrony był fakt posiadania niewystarczających zabezpieczeń systemów komputerowych przez zaatakowane firmy.
Straty poniesione na skutek ataków przypisywanych MafiaBoyowi wyceniono na ponad 1,7 miliarda USD.